# Terry Hurlock
Terry Hurlock (Hackney, 22 settembre 1958) è un ex calciatore inglese, di ruolo centrocampista.

## Carriera

### Club
Centrocampista difensivo, in carriera ha giocato 483 incontri di campionato tra la Premier League e la quarta divisione inglese, giocando una trentina di partite in SPL. Nel 2007 il Times stilò la classifica dei 50 peggiori calciatori della Premier, piazzandolo al dodicesimo posto.

## Palmarès

### Club

#### Competizioni nazionali
- Second Division: 1

Millwall: 1987-1988
- Campionato scozzese: 1

Rangers: 1990-1991
- Scottish League Cup: 1

Rangers: 1990-1991